# Gaspare Cusenza
Gaspare Cusenza, né le 10 mars 1891, mort le 17 juin 1962, est un homme politique italien. 
Membre de la Démocratie chrétienne, il est maire de Palerme du 10 novembre 1948 au 31 mars 1951, entamant 40 ans de domination de la DC sur le conseil municipal palermitain.
Il est ensuite sénateur durant la IIe législature de la République italienne puis président de la Cassa centrale di risparmio Vittorio Emanuele per le province siciliane (Sicilcassa). 

## Biographie

### Carrière et famille
Médecin reconnu, professeur d'otorhinolaryngologie à la Polyclinique de la ville, il vit dans une luxueuse villa de trois étages, construite par son père en 1909 sur la Piazza Alberigo Gentili, et qui sera vendu par ses héritiers en 1963 pour laisser place à un immeuble de onze étages.
Ses trois filles épousent des « jeunes Turcs » de la DC  : le futur ministre Giovanni Gioia, et les futurs présidents de la province de Palerme Ernesto Di Fresco et Francesco Sturzo, petit-neveu de Luigi Sturzo, passé par la Cassa di Risparmio et Banco di Sicilia.

### Maire de Palerme
Le 10 novembre 1948, Gaspare Cusenza est élu maire de Palerme grâce aux voix de son parti, des républicains, des saragattiens, de la droite et d'autres conseillers. 
Alors que sa formation politique ne compte que neuf conseillers municipaux, il appelle un seul colistier dans sa junte qui se compose de monarchistes (dont Ernesto Pivetti), libéraux et qualunquistes, dont l'ancien maire Avolio et sept assesseurs de son équipe, deux sociaux-démocrates dont l'ancien maire socialiste Rocco Gullo, et du républicain Nello Martellucci. 
Cusenza est le premier d'une longue lignée ininterrompue de maires démocrates-chrétiens palermitains.
Grâce à l'appui des parlementaires régionaux et nationaux de son camp, il obtient d'importantes subventions de l’État pour lancer la reconstruction de sa ville. Il finance ainsi la construction de logements sociaux, la reconstruction de la zone portuaire et l'aménagement de la double voie de la via Crispi. Il suit également l'aménagement du quartier de Villarosa et le réaménagement de la piazza Bologni sur laquelle est réinstallée la statue en bronze de Charles Quint.
Début 1951, il attribue la construction des égouts des quartiers Sferracavallo et Tommaso Natale par négociation privée plutôt que par enchères publiques, au profit de Francesco Vassallo, ancien charretier proche des milieux mafieux qui deviendra l'un des principaux entrepreneurs de travaux publics de Palerme. Le commandant de la Garde des finances de Palerme, le colonel Giuseppe Lapis, écrira à propos de Cusenza que « bien que n'en faisant pas partie au sens littéral du terme, [il] semble n'avoir pas été étranger aux influences de la mafia », avant de devoir corriger en 1966 « que les relations entre le professeur Cusenza et le constructeur Vassallo étaient des relations d'affaires normales, à laquelle les pressions de l'environnement mafieux restaient étrangères ». 
Durant son mandat sévit le gang de Gaetano Giuliano, notamment en août 1949, avec l'attaque de la caserne des carabiniers de Bellolampo, qui fait six morts.  
Gaspare Cusenza démissionne le 31 mars 1951, pour se présenter à l'Assemblée régionale sicilienne sans être élu, contrairement à Salamone, chef du service municipal d'aide sociale, symbole de l'évolution de la DC d'un parti de notable à celui de professionnels issus de l’appareil partisan.

### Fin de parcours politique
Il entre au Sénat où il succède le 9 novembre 1954 au maire de Catane, Domenico Magrì, dont l'élection a été annulée le 27 octobre précédent. À Palerme, il est remplacé par le vice-maire Ernesto Pivetti, jusqu'à l'élection du maire auquel il avait succédé, Guido Avolio.
Après la fin de son mandat en 1958, il est nommé président de la Sicilcassa. Il profite de cette position pour favoriser Francesco Vassallo en lui accordant des prêts sans limites.